# Formação Elrhaz
A Formação Elrhaz é uma formação geológica no Níger, África central.
Seus estratos datam do estágio Albiano do Cretáceo Inferior, cerca de 112 milhões de anos. Restos de dinossauros estão entre os fósseis que foram recuperados da formação, ao lado de várias espécies de crocodilomorfos.

## Gadoufaoua
Gadoufaoua (Tuareg para "o lugar onde os camelos temem ir") é um local dentro da Formação Elrhaz (localizado a 16°50′N 9°25′E) no deserto de Ténéré, no Níger, conhecido por seu extenso cemitério de fósseis. É onde restos de Sarcosuchus imperator, popularmente conhecido como "SuperCroc", foram encontrados (por Paul Sereno em 1997, por exemplo), incluindo vértebras, ossos dos membros, placas de armadura, mandíbulas e um crânio quase completo de 1,8 m.
Gadoufaoua é muito quente e seco. No entanto, supõe-se que há milhões de anos, Gadoufaoua tinha árvores, plantas e rios largos. O rio cobriu os restos de animais mortos, cujos restos fossilizados foram protegidos pelos rios secos ao longo de milhões de anos.

## Dinossauros encontrados

### Ornitópodes
- Lurdusaurus[3]
- Ouranosaurus[3]
- Elrhazosaurus[4]

### Terópodes
- Eocarcharia[4]
- Cristatusaurus[5]

### Saurópodes
- Nigersaurus[2]